# Thước trắc tinh

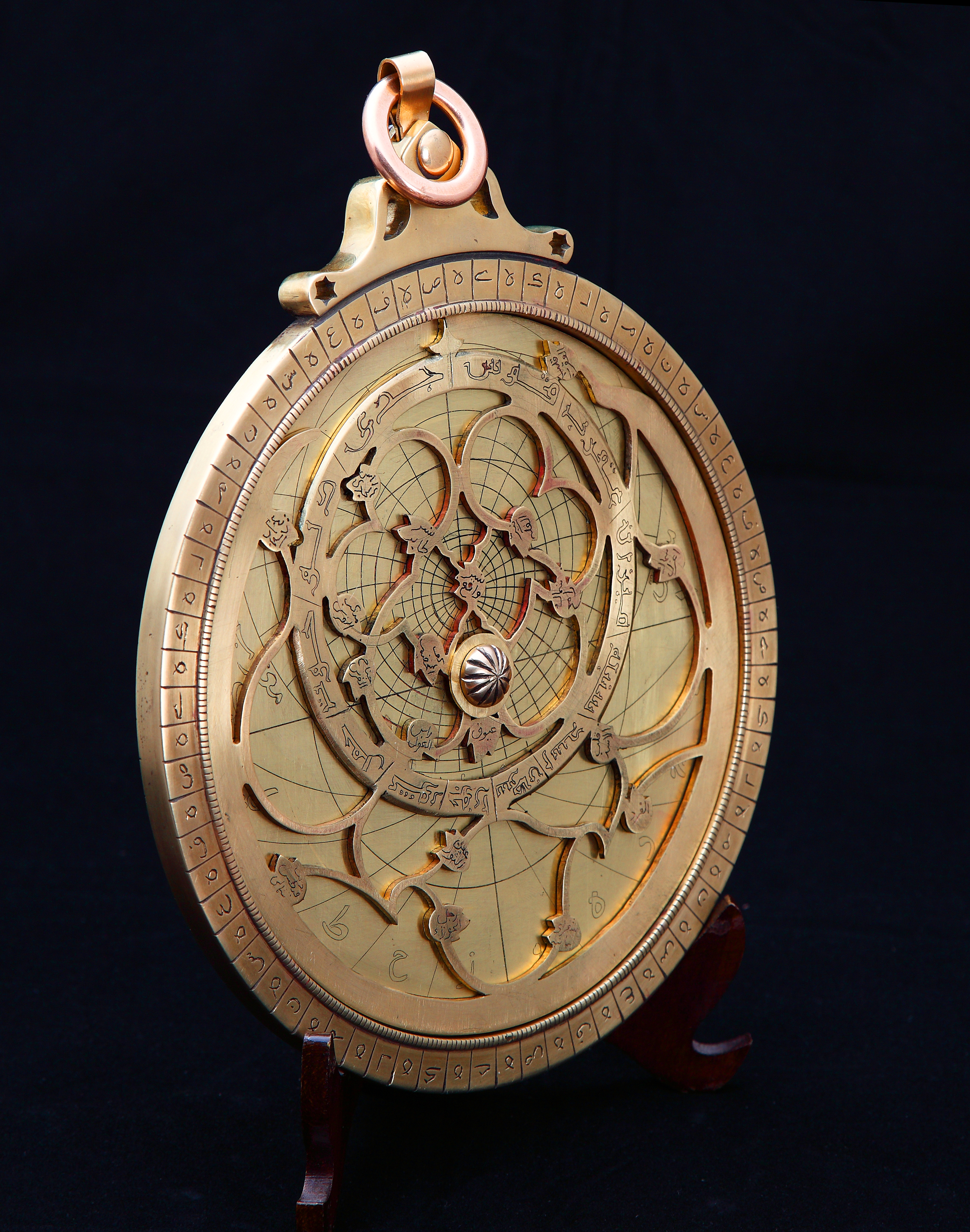

Thước trắc tinh  là một dụng cụ đo độ nghiêng phức tạp, được các nhà thiên văn và nhà định vị sử dụng trong lịch sử, để đo lường vị trí nghiêng trên bầu trời của thiên thể, ban đêm hay ban ngày. Nó có thể sử dụng để xác định vì sao và hành tinh, vĩ độ nơi đang ở khi cho biết thời gian địa phương và ngược lại, để khảo sát hoặc để đo đạc tam giác. Nó được sử dụng ở thời cổ đại, thời kỳ Vàng của Hồi giáo, thời Trung cổ và Phục Hưng cho những mục đích trên.